# Житловий комплекс «Славія»
Житловий комплекс «Славія» — 22-поверховий хмарочос у Дніпрі, один із найвищих будинків міста. Висота — 89 метрів.
Розташований у Нагірному районі на початку проспекту Яворницького (№ 1а/3) біля обеліска «Вічна слава». З нього відкривається вид на степи на схід від міста.

## Характеристики
Перші поверхи будинку займають комерційні приміщення. Житлова частина будинку складається з двох секцій — 16 і 22 поверхи. Загальна площа будівлі 21276,3 м², житлова площа 12 581 м² .
Каркас будівлі — монолітний залізобетонний. Для облицювання зовнішніх стін використані фасадні системи — «Драйвит» і вентильована система «Сканрок». Суцільне вітражне скління є алюмінієвим фасадним система з енергозбережними тонованими склопакетами. Будівля оснащена централізованою системою кондиціонування повітря, опалювання і гаряче водопостачання — від автономної котельної, побудована власна розподільна електрична підстанція, прокладені нові сучасні інженерні мережі і комунікації.
Квартири в житловому будинку одно- і дворівневі різних планувальних рішень. На верхніх поверхах розташований трирівневий пентхаус. З вікон, балконів, терас квартир відкриваються панорамні види на живописні береги Дніпра.

## Галерея